# Xuxa (álbum)
Xuxa (Shusha) es el primer álbum en español y el sexto álbum de estudio e internacional de la presentadora brasileña Xuxa. El álbum fue lanzado el 18 de noviembre de 1989 primero en los Estados Unidos por Globo Records y en 1990 en Argentina y Latinoamérica y en México por BMG, RCA y Polygram y en España por RCA y en Brasil por Som Livre. Con el rotundo éxito de Xuxa no solo en Brasil sino en América Latina por la emisión del programa brasileño Xou Da Xuxa y el éxito de "Ilarie", que traspasó fronteras, se hizo una recopilación de los tres primeros álbumes brasileños (Xou da Xuxa, Xegundo Xou da Xuxa y Xou da Xuxa 3) y las canciones elegidas fueron regrabadas en español para ser un disco debut internacional. El álbum fue producido por Michael Sullivan, Paulo Massadas y Guto Graça Mello. La dirección de voz y las versiones en español de las canciones fueron escritas y realizadas por Graciela Carballo. 
Xuxa no sabía español y por ello tomó clases intensivas, sobre todo en pronunciación ya que para grabar las canciones solo era necesario memorizar las letras. Las canciones que fueron traducidas al español tuvieron algunos cambios en las letras para mantener las rimas y adecuarse a la lengua, además de cambiar los nombres de los personajes que aparecen en "Bombón". Las bases instrumentales de las canciones no tenían necesidad de volver a ser grabadas, pero sufrieron algunos cambios en la mezcla, así como las muestras que previamente no se habían utilizado en la mezcla de las versiones originales. La calidad de audio del disco en español es bastante más alta que la de los discos editados en Brasil ya que fueron grabados en Río de Janeiro en Brasil y editados en Los Angeles, California USA. 
Por otra parte, debido a que el disco tenía pocas canciones, el final de cada pista se amplió con un fade más lento. En algunas versiones, se insertó un texto en la portada para informar de la pronunciación correcta del nombre de la cantante: «Se pronuncia Shusha (Say Shusha) debido a eso el álbum se llama Xuxa (Shusha)». La contraportada es muy similar a la del primer álbum, donde hay varias fotos del programa insertadas en una enorme X. Las fotos son del especial de Navidad de 1988 y un programa regular de principios de 1989. En Brasil el álbum fue lanzado 1990 y anteriormente lanzado en 1989 en los Estados Unidos. Recientemente se descubrió en ebay una rarísima versión publicada en Portugal. Las ventas fueron muy buenas, especialmente en Chile, donde el disco fue récord de ventas. 
Actualmente este álbum se encuentra descatalogado en formato físico, pero recientemente se encuentra disponible en formato digital en iTunes, También se encuentra disponible en la plataforma de "streaming" Spotify.

## Lista de canciones
| N.º | Título                  | Duración |  |
| 1.  | «Ilarie»                | 5:25     |  |
| 2.  | «Arco iris»             | 4:33     |  |
| 3.  | «Bombón»                | 4:14     |  |
| 4.  | «Quiero pan»            | 1:56     |  |
| 5.  | «Campeón»               | 3:52     |  |
| 6.  | «Dulce miel»            | 3:25     |  |
| 7.  | «La danza de Xuxa»      | 3:25     |  |
| 8.  | «Juguemos a los indios» | 4:37     |  |
| 9.  | «Receta de Xuxa»        | 3:35     |  |
| 10. | «El circo»              | 3:21     |  |

## Créditos del álbum
- Producción: Michael Sullivan, Paulo Massadas y Guto Graça Mello
- Dirección de voz en español de Xuxa: Graciela Carballo
- Técnico de grabación y mezcla: Jorge "Gordo" Guimarães
- Asistentes de Estúdio Mix: Loba y Marcio Barros
- Grabado en los estudios: Som Livre - Río de Janeiro – Brasil
- Portada: Reinaldo Waisman
- Fotografía: José Antonio (portada) y André Wanderley (contraportada)
- Coordinación Artística: Max Pierre y Guto Graça Mello
- Técnicos (Som Livre): Edu, Luiz Paulo, D Orey, Mario Jorge, Beto Vaz y Celio Martins
- Técnicos (Estúdio Mix): Andy Mills, João Damasceno y Paulo Henrique
- Asistente de grabación y mezcla: Jackson Paulino, Marcelo Serodio, Beto Vaz, Cezar Barosa, Sergio Ricardo, Billy, Julinho Martin